# بریجت گالووی
بریجت گالووی (انگلیسی: Bridget Galloway؛ زادهٔ ۱۹ ژوئیهٔ ۱۹۹۹) بازیکن فوتبال اهل انگلستان است که در پست مهاجم برای نیوکاسل یونایتد در لیگ شمال ملی فوتبال زنان انگلستان بازی می‌کند.
وی همچنین در تیم ملی فوتبال زیر ۱۹  سال زنان انگلستان بازی کرده است.